# Amalia Holst
Amalia Holst, född 1758 i Mecklenburg, död 6 januari 1829 i Teldau, var en tysk pedagog. 
Hon är känd för sin feminism i utbildningsfrågor. Hon ifrågasatte Jean-Jacques Rousseaus åsikter om utbildning för kvinnor och har kallats för en tysk Mary Wollstonecraft.